# 토크스포츠
토크스포츠(talkSPORTS)는 와일레스 그룹 소유의는 영국과 아일랜드 공화국의 스포츠 라디오 방송국이다. 이 방송국은 원래 1995년에 Talk Radio UK라는 이름으로 시작했었다.
토크스포츠의 주요 콘텐츠는 스포츠 이벤트의 생중계, 스포츠 및 엔터테인먼트 분야의 유명 인사와의 인터뷰, 전화 통화 및 토론이다. 토크스포츠는 자매 방송국 토크스포츠 2와 함께 프리미어리그 및 잉글리시 풋볼 리그를 포함한 여러 스포츠 대회의 공식 방송사이다.
영국에서 토크스포츠는 런던의 기본 주파수인 1089에서 사용할 수 있다.( kHz 및 1053 kHz, 1071 kHz 및 1107 kHz, DAB, Sky, 버진 미디어, 프리뷰, 모바일 및 온라인) 토크스포츠는 2016년 4월부터 프리세트에서 사용할 수 있다. 영국과 아일랜드 이외의 지역에서는 Talksport가 전 세계 모든 프리미어 리그 경기를 영어, 스페인어, 만다린어를 포함한 여러 언어로 생중계한다.
2016년 6월 25일, 루퍼트 머독의 뉴스 코프 모회사인 와일레스 그룹을 2억 9,600만 달러에 인수한다고 발표했다.
RAJAR에 따르면 2023년 3월 현재 방송국의 청취자는 매주 320만명이라고 한다.